# Romance sentimentale
Pour le film de 1976, voir Romance sentimentale (film, 1976).
Pour plus de détails, voir Fiche technique et Distribution.
Romance sentimentale est un court métrage (20 minutes) franco-soviétique de Sergueï Eisenstein réalisé en 1930.
Il est souvent considéré comme une œuvre mineure de ce réalisateur, étant uniquement un film « alimentaire » réalisé en France dans le cadre du voyage d'Eisenstein et de son assistant Grigori Alexandrov.

## Synopsis
Le film s'ouvre sur un enchaînement rapide de scènes d'une nature violente : bourrasques de vent, nuages, déferlements de vagues, chutes d'arbres. C'est l'automne. Puis tout se calme et s'apaise. Une douce mélodie se fait entendre, le soleil se couche.
L'action évolue ensuite dans un intérieur raffiné, aristocratique. Une femme en noir médite mélancoliquement à la fenêtre. Elle se met au piano et entonne une vieille romance russe : « Жалобно стонет ветер осенний » (Gémit le vent d'automne).
Une rupture ramène le spectateur au milieu d'une nature vivante et ensoleillée. La femme joue avec entrain en pleine lumière. Le rythme est alerte. Des sculptures montrent les corps harmonieux de couples enlacés.
L'action revient à l'intérieur raffiné du début. La femme est triste. Il pleut. Elle entonne un  couplet.
La dernière scène ramène le spectateur en plein air. Le soleil se lève. La nature refleurit. C'est le printemps. La  femme, tout en blanc, chante avec énergie. Elle sourit.

## Fiche technique
- Titre original : Romance sentimentale
- Titre anglais : Sentimental Romance
- Réalisation : Sergueï Eisenstein
- Scénario : Grigori Alexandrov et Sergueï Eisenstein
- Musique : Alexis Archangelsky
- Direction artistique : Lazare Meerson
- Photographie : Édouard Tissé
- Son :
- Montage : Sergueï Eisenstein
- Production : Léonard Rosenthal
- Société de production : Sequana Films
- Distribution :  Tobis Forenfilms (États-Unis)
- Pays de production :  France -  Union soviétique
- Format : Noir et blanc - 1.37:1 -  35 mm - Son mono
- Genre : Drame, romance et expérimental
- Durée : 20 minutes
- Date de sortie :
  - France : 12 septembre 1930 (première à Paris)

## Distribution
- Mara Griy : la chanteuse

## Témoignage de S. Eisenstein
« Et puis d'ailleurs, le fim est fait par les mains d'Alexandrov et Tissé. Eux, la police n'y touche pas, et ils se déplacent en France de façon tout à fait inoffensive, tournant des paysages pour le petit film. Ils obtiennent très facilement le droit de faire ces déplacements. Derrière nous tous, bien sûr, il y a une filature. »

— S. Einsenstein (édité par Julliard, 1989), Mémoires